# Zoltán Kővágó
Zoltán Kővágó, född den 10 april 1979, är en ungersk friidrottare som tävlar i diskuskastning. Hans främsta merit är silvermedaljen vid olympiska sommarspelen i Aten 2004. Han har även deltagit i VM 2001, 2003, 2005 och 2007 samt olympiska sommarspelen 2008 och 2012.

## Karriär

### 1990-talet
Kövágós genombrott kom när han 1998 blev världsmästare för juniorer. 

### 2000-talet
Han deltog vid VM 2001 men tog sig inte vidare till finalen. Vid EM 2002 var han med i finalen och slutade där på en sjunde plats med ett kast på 63,63. Vid VM 2003 misslyckades han ånyo att kvalificera sig till finalen. Han deltog vid 0lympiska sommarspelen 2004 där hans 64,04 räckte till en andraplats efter Virgilijus Alekna. Ursprungligen slutade han på en bronsplats men Robert Fazekas som ursprungligen vann blev diskvalificerad för doping. Kövágó var även i final vid VM 2005 och vid VM 2007 och slutade tia respektive nia. Han deltog även vid olympiska sommarspelen 2008 men tog sig inte vidare från kvalet. 

### 2010-talet
Kővágó deltog även vid de olympiska sommarspelen 2012 i London, men vägrade att lämna ett dopingprov och tvingades därför lämna OS-truppen.

## Personligt rekord
- Diskus - 69,95